# Discografia di Fabrizio Moro
La discografia di Fabrizio Moro, cantautore italiano, è costituita da nove album in studio, uno dal vivo, tre raccolte, tre EP, trentacinque trenta singoli e altrettanti video musicali, pubblicati dal 1996. Nel corso della sua carriera come cantante e autore ha venduto in Italia oltre 1,5 milioni di album e singoli, conquistando complessivamente 13 volte la Top 10, 12 dischi di platino e 8 dischi d'oro.

## Album

### Album in studio
| Anno                                                                                               | Titolo                       | Classifiche | Certificazioni |
| Anno                                                                                               | Titolo                       | ITA         | Certificazioni |
| -------------------------------------------------------------------------------------------------- | ---------------------------- | ----------- | -------------- |
| 2000                                                                                               | Fabrizio Moro                | 74          |                |
| 2005                                                                                               | Ognuno ha quel che si merita | —           |                |
| 2007                                                                                               | Pensa                        | 15          | - ITA: Platino |
| 2008                                                                                               | Domani                       | 23          | - ITA: Oro     |
| 2010                                                                                               | Ancora Barabba               | 39          |                |
| 2013                                                                                               | L'inizio                     | 13          |                |
| 2015                                                                                               | Via delle Girandole 10       | 10          |                |
| 2017                                                                                               | Pace                         | 2           | - ITA: Oro     |
| 2019                                                                                               | Figli di nessuno             | 2           |                |
| "—" indica una pubblicazione che non si è classificata o che non è stata pubblicata in quel Paese. |                              |             |                |

### Album dal vivo
| Anno | Titolo         | Classifiche |
| Anno | Titolo         | ITA         |
| ---- | -------------- | ----------- |
| 2011 | Atlantico Live | 40          |

### Raccolte
| Anno | Titolo                                       | Classifiche | Certificazioni |
| Anno | Titolo                                       | ITA         | Certificazioni |
| ---- | -------------------------------------------- | ----------- | -------------- |
| 2016 | Il meglio di Fabrizio Moro - Grandi successi | 74          |                |
| 2018 | Parole rumori e anni                         | 3           | - ITA: Oro     |
| 2020 | Canzoni d'amore nascoste                     | 4           |                |

## Extended play
| Anno | Titolo             | Classifiche |
| Anno | Titolo             | ITA         |
| ---- | ------------------ | ----------- |
| 2009 | Barabba            | 39          |
| 2022 | La mia voce        | 7           |
| 2023 | La mia voce vol. 2 | 8           |

## Singoli

### Come artista principale
| Anno                                                                                               | Titolo                                       | Classifica | Certificazioni           | Album di provenienza         |
| Anno                                                                                               | Titolo                                       | ITA        | Certificazioni           | Album di provenienza         |
| -------------------------------------------------------------------------------------------------- | -------------------------------------------- | ---------- | ------------------------ | ---------------------------- |
| 2000                                                                                               | Un giorno senza fine                         | —          |                          | Fabrizio Moro                |
| 2000                                                                                               | Per tutta un'altra destinazione              | —          |                          | Fabrizio Moro                |
| 2004                                                                                               | Ci vuole un business                         | —          |                          | Ognuno ha quel che si merita |
| 2004                                                                                               | Eppure pretendevi di essere chiamata amore   | —          |                          | Ognuno ha quel che si merita |
| 2007                                                                                               | Pensa                                        | 2          | - ITA: Platino (3) + Oro | Pensa                        |
| 2007                                                                                               | Parole rumori e giorni                       | 32         |                          | Pensa                        |
| 2008                                                                                               | Eppure mi hai cambiato la vita               | 8          | - ITA: Oro               | Domani                       |
| 2008                                                                                               | Libero                                       | 47         |                          | Domani                       |
| 2009                                                                                               | Il senso di ogni cosa                        | 46         | - ITA: Oro               | Barabba                      |
| 2010                                                                                               | Non è una canzone                            | 17         |                          | Ancora Barabba               |
| 2011                                                                                               | Respiro                                      | 16         |                          | Atlantico Live               |
| 2011                                                                                               | Fermi con le mani                            | —          |                          | Atlantico Live               |
| 2013                                                                                               | Sono come sono                               | —          |                          | L'inizio                     |
| 2015                                                                                               | Acqua                                        | —          |                          | Via delle Girandole 10       |
| 2015                                                                                               | Alessandra sarà sempre più bella             | —          |                          | Via delle Girandole 10       |
| 2016                                                                                               | Sono anni che ti aspetto                     | —          |                          | Pace                         |
| 2017                                                                                               | Portami via                                  | 6          | - ITA: Platino (2)       | Pace                         |
| 2017                                                                                               | Andiamo                                      | —          |                          | Pace                         |
| 2017                                                                                               | La felicità                                  | —          |                          | Pace                         |
| 2018                                                                                               | Non mi avete fatto niente (con Ermal Meta)   | 2          | - ITA: Platino           | Parole rumori e anni         |
| 2018                                                                                               | L'eternità (il mio quartiere) (feat. Ultimo) | 71         | - ITA: Platino           | Parole rumori e anni         |
| 2019                                                                                               | Ho bisogno di credere                        | 56         |                          | Figli di nessuno             |
| 2019                                                                                               | Figli di nessuno (amianto) (feat. Anastasio) | —          |                          | Figli di nessuno             |
| 2019                                                                                               | Per me                                       | —          |                          | Figli di nessuno             |
| 2020                                                                                               | Il senso di ogni cosa                        | —          | - ITA: Platino           | Canzoni d'amore nascoste     |
| 2020                                                                                               | Melodia di giugno                            | —          |                          | Canzoni d'amore nascoste     |
| 2021                                                                                               | Voglio stare con te                          | —          |                          | Canzoni d'amore nascoste     |
| 2022                                                                                               | Sei tu                                       | 20         | - ITA: Oro               | La mia voce                  |
| 2022                                                                                               | Oggi                                         | —          |                          | La mia voce                  |
| 2022                                                                                               | La mia voce                                  | —          |                          | La mia voce                  |
| 2022                                                                                               | Senza di te                                  | —          |                          | La mia voce vol.2            |
| 2023                                                                                               | Tutta la voglia di vivere                    | —          |                          | La mia voce vol.2            |
| 2023                                                                                               | Dove                                         | —          |                          | La mia voce vol.2            |
| 2024                                                                                               | Maledetta estate                             | —          |                          | /                            |
| 2025                                                                                               | Prima di domani (con Il Tre)                 | —          |                          | /                            |
| "—" indica una pubblicazione che non si è classificata o che non è stata pubblicata in quel Paese. |                                              |            |                          |                              |

### Come artista ospite
| Anno | Titolo                                     | Album di provenienza |
| ---- | ------------------------------------------ | -------------------- |
| 2012 | I nostri anni (Stadio feat. Fabrizio Moro) | 30 I nostri anni     |

## Autore e compositore per altri artisti
| Anno | Titolo               | Artista                       | Album di provenienza |
| ---- | -------------------- | ----------------------------- | -------------------- |
| 2009 | Resta come sei       | Stadio                        | Diluvio universale   |
| 2012 | Sono solo parole     | Noemi                         | RossoNoemi           |
| 2012 | Se non è amore       | Noemi                         | RossoLive            |
| 2012 | Buongiorno alla vita | Noemi                         | RossoLive            |
| 2012 | I nostri anni        | Stadio                        | 30 I nostri anni     |
| 2013 | Crotone              | Il Parto delle Nuvole Pesanti | Che aria tira        |
| 2013 | La mia felicità      | Emma                          | Schiena              |
| 2016 | Finalmente piove     | Valerio Scanu                 | Finalmente piove     |
| 2016 | Un'altra vita        | Elodie                        | Un'altra vita        |
| 2016 | Giorni spensierati   | Elodie                        | Un'altra vita        |
| 2016 | I pensieri di Zo     | Fiorella Mannoia              | Combattente          |
| 2016 | I miei passi         | Fiorella Mannoia              | Combattente          |

## Videografia

### Video musicali
| Anno | Titolo                                     | Regista/i                            |
| ---- | ------------------------------------------ | ------------------------------------ |
| 2004 | Eppure pretendevi di essere chiamata amore | Max Nardari, Roberto Senzani         |
| 2007 | Pensa                                      | Marco Risi                           |
| 2007 | Parole rumori e giorni                     | Gaetano Morbioli                     |
| 2008 | Eppure mi hai cambiato la vita             | Gaetano Morbioli                     |
| 2008 | Libero                                     | Romana Meggiolaro                    |
| 2009 | Il senso di ogni cosa                      | Romana Meggiolaro                    |
| 2010 | Non è una canzone                          | —                                    |
| 2013 | Io so tutto                                | Alessio De Leonardis                 |
| 2013 | L'inizio                                   | Alessio De Leonardis                 |
| 2013 | L'eternita                                 | Alessio De Leonardis                 |
| 2013 | Babbo Natale esiste                        | Lorenzo Muto                         |
| 2015 | Acqua                                      | ObeF                                 |
| 2015 | Alessandra sarà sempre più bella           | Fabrizio Cestari                     |
| 2016 | Sono anni che ti aspetto                   | Fabrizio Cestari                     |
| 2017 | Portami via                                | Andrea Foligno e Corrado Perria      |
| 2017 | Andiamo                                    | Fabrizio Cestari                     |
| 2017 | La felicità                                | Fabrizio Cestari                     |
| 2018 | Non mi avete fatto niente                  | Michele Placido e Arnaldo Catinari   |
| 2018 | L'eternità (il mio quartiere)              | Trilathera                           |
| 2019 | Ho bisogno di credere                      | Giacomo Triglia                      |
| 2019 | Figli di nessuno (amianto)                 | Trilathera                           |
| 2019 | Per me                                     | Trilathera                           |
| 2020 | Il senso di ogni cosa '20                  | Fabrizio Moro e Alessio De Leonardis |
| 2020 | Melodia di giugno '20                      | Fabrizio Moro e Alessio De Leonardis |
| 2021 | Voglio stare con te                        | Fabrizio Cestari                     |
| 2022 | Sei tu                                     | Fabrizio Moro e Alessio De Leonardis |
| 2022 | Oggi                                       | Fabrizio Moro e Alessio De Leonardis |
| 2022 | La mia voce                                | Fabrizio Cestari                     |
| 2022 | Senza di te                                | Fabrizio Moro e Alessio De Leonardis |
| 2023 | Tutta la voglia di vivere                  | Daniele Tofani                       |
| 2023 | Dove                                       | Daniele Tofani                       |
| 2024 | Maledetta estate                           | Fabrizio Cestari                     |
| 2025 | Prima di domani                            | Daniele Tofani                       |

#### Partecipazioni in video di altri artisti
| Anno | Titolo                   | Artista                    | Regista/i   |
| ---- | ------------------------ | -------------------------- | ----------- |
| 2012 | I nostri anni            | Stadio feat. Fabrizio Moro |             |
| 2020 | Ma il cielo è sempre blu | Italian Allstars 4 Life    | Mauro Russo |